# Jackson Tchatchoua
Jackson Tchatchoua (Ixelles, 14 settembre 2001) è un calciatore camerunese con cittadinanza belga, difensore o centrocampista del Wolverhampton e della nazionale camerunese.

## Biografia
Nato in Belgio, Tchatchoua possiede anche il passaporto camerunese.

## Carriera

### Club
Cresciuto nel settore giovanile del Charleroi, ha esordito in prima squadra il 24 luglio 2021 disputando l'incontro di Pro League vinto 0-3 contro l'Ostenda. Il 16 dicembre successivo segna la sua prima rete nella sconfitta in trasferta per 4-2 contro il Genk.
Il 31 agosto 2023, viene ceduto in prestito con diritto di riscatto al Verona, in Serie A. Debutta con i veneti l'8 ottobre seguente, rilevando Darko Lazović all'83º minuto della partita di campionato in casa del Frosinone; nell'occasione, fornisce un assist per il gol di Milan Đurić, pur rimanendo coinvolto nella sconfitta finale per 2-1. Colleziona in tutto 27 presenze e due assist con il Verona lungo la stagione, contribuendo alla salvezza al termine del campionato.
Il 1º giugno 2024, viene riscattato dagli scaligeri, con cui firma un contratto fino al 30 giugno 2027.
Il 1º settembre 2024 realizza il suo primo gol in massima serie nel successo per 0-2 in casa del Genoa.
Il 19 agosto 2025 viene ufficializzato il suo trasferimento in Inghilterra, al Wolverhampton, per 12,5 milioni di euro.

### Nazionale
Nel maggio del 2024 Tchatchoua riceve la sua prima convocazione con la nazionale maggiore camerunese, guidata dal CT Marc Brys, in vista degli incontri di qualificazione al Mondiale di calcio del 2026 contro Capo Verde e Angola. Quindi, fa il suo esordio con Les Lions Indomptables nella prima partita, l'8 giugno seguente, giocando tutti e 90 i minuti e contribuendo alla vittoria per 4-1.

## Statistiche

### Presenze e reti nei club
Statistiche aggiornate al 27 gennaio 2025.
| Stagione         | Squadra          | Campionato       | Campionato | Campionato | Coppe nazionali | Coppe nazionali | Coppe nazionali | Coppe continentali | Coppe continentali | Coppe continentali | Altre coppe | Altre coppe | Altre coppe | Totale | Totale |
| Stagione         | Squadra          | Comp             | Pres       | Reti       | Comp            | Pres            | Reti            | Comp               | Pres               | Reti               | Comp        | Pres        | Reti        | Pres   | Reti   |
| ---------------- | ---------------- | ---------------- | ---------- | ---------- | --------------- | --------------- | --------------- | ------------------ | ------------------ | ------------------ | ----------- | ----------- | ----------- | ------ | ------ |
| 2021-2022        | Charleroi        | D1               | 31+2       | 1          | CB              | 1               | 0               |                    | -                  | -                  |             | -           | -           | 34     | 1      |
| 2022-2023        | Charleroi        | D1               | 29         | 1          | CB              | 1               | 0               |                    | -                  | -                  |             | -           | -           | 30     | 1      |
| Totale Charleroi | Totale Charleroi | Totale Charleroi | 60+2       | 2          |                 | 2               | 0               |                    | -                  | -                  |             | -           | -           | 64     | 2      |
| 2023-2024        | Verona           | A                | 26         | 0          | CI              | 1               | 0               |                    | -                  | -                  |             | -           | -           | 27     | 0      |
| 2024-2025        | Verona           | A                | 20         | 2          | CI              | 1               | 0               |                    | -                  | -                  |             | -           | -           | 21     | 2      |
| Totale Verona    | Totale Verona    | Totale Verona    | 46         | 2          |                 | 2               | 0               |                    | -                  | -                  |             | -           | -           | 48     | 2      |
| Totale carriera  | Totale carriera  | Totale carriera  | 106+2      | 4          |                 | 4               | 0               |                    | -                  | -                  |             | -           | -           | 112    | 4      |

### Cronologia presenze e reti in nazionale
| Cronologia completa delle presenze e delle reti in nazionale ― Camerun | Cronologia completa delle presenze e delle reti in nazionale ― Camerun | Cronologia completa delle presenze e delle reti in nazionale ― Camerun | Cronologia completa delle presenze e delle reti in nazionale ― Camerun | Cronologia completa delle presenze e delle reti in nazionale ― Camerun | Cronologia completa delle presenze e delle reti in nazionale ― Camerun | Cronologia completa delle presenze e delle reti in nazionale ― Camerun | Cronologia completa delle presenze e delle reti in nazionale ― Camerun |
| Data                                                                   | Città                                                                  | In casa                                                                | Risultato                                                              | Ospiti                                                                 | Competizione                                                           | Reti                                                                   | Note                                                                   |
| ---------------------------------------------------------------------- | ---------------------------------------------------------------------- | ---------------------------------------------------------------------- | ---------------------------------------------------------------------- | ---------------------------------------------------------------------- | ---------------------------------------------------------------------- | ---------------------------------------------------------------------- | ---------------------------------------------------------------------- |
| 8-6-2024                                                               | Yaoundé                                                                | Camerun                                                                | 4 – 1                                                                  | Capo Verde                                                             | Qual. Mondiali 2026                                                    | -                                                                      | 78’                                                                    |
| 11-6-2024                                                              | Luanda                                                                 | Angola                                                                 | 1 – 1                                                                  | Camerun                                                                | Qual. Mondiali 2026                                                    | -                                                                      |                                                                        |
| 7-9-2024                                                               | Yaoundé                                                                | Camerun                                                                | 1 – 0                                                                  | Namibia                                                                | Qual. Coppa d'Africa 2025                                              | -                                                                      |                                                                        |
| 10-9-2024                                                              | Kampala                                                                | Zimbabwe                                                               | 0 – 0                                                                  | Camerun                                                                | Qual. Coppa d'Africa 2025                                              | -                                                                      |                                                                        |
| 11-10-2024                                                             | Douala                                                                 | Camerun                                                                | 4 – 1                                                                  | Kenya                                                                  | Qual. Coppa d'Africa 2025                                              | -                                                                      |                                                                        |
| 14-10-2024                                                             | Nairobi                                                                | Kenya                                                                  | 0 – 1                                                                  | Camerun                                                                | Qual. Coppa d'Africa 2025                                              | -                                                                      |                                                                        |
| 13-11-2024                                                             | Johannesburg                                                           | Namibia                                                                | 0 – 0                                                                  | Camerun                                                                | Qual. Coppa d'Africa 2025                                              | -                                                                      | 46’                                                                    |
| 19-11-2024                                                             | Yaoundé                                                                | Camerun                                                                | 2 – 1                                                                  | Zimbabwe                                                               | Qual. Coppa d'Africa 2025                                              | -                                                                      |                                                                        |
| 19-3-2025                                                              | Nelspruit                                                              | eSwatini                                                               | 0 – 0                                                                  | Camerun                                                                | Qual. Mondiali 2026                                                    | -                                                                      | 78’                                                                    |
| 25-3-2025                                                              | Douala                                                                 | Camerun                                                                | 3 – 1                                                                  | Libia                                                                  | Qual. Mondiali 2026                                                    | -                                                                      |                                                                        |
| Totale                                                                 |                                                                        | Presenze                                                               | 10                                                                     |                                                                        | Reti                                                                   | 0                                                                      |                                                                        |

## Palmarès

### Individuale
- Premi Lega Serie A: 1

Frecciarossa Speed Award: 2024-2025